# اندیس گنج کنوم
گنج کنوم یک اندیس فلزی است که در حوالی شهر عباس آباد استان سمنان قرار دارد و مادهٔ معدنی موجود در آن، مس است. سنگ میزبان این اندیس اندزیت/برشهای اتشفشانی است.  